# Goniothalamus amplifolius
Goniothalamus amplifolius este o specie de plante din genul Goniothalamus, familia Annonaceae, descrisă de B. J. Conn și Kipiro Q. Damas. Conform Catalogue of Life specia Goniothalamus amplifolius nu are subspecii cunoscute.